# Do You See What I See?
Do You See What I See? is de tiende aflevering van het vierde seizoen van de televisieserie ER, die voor het eerst werd uitgezonden op 18 december 1997.

## Verhaal
Dr. Benton krijgt op kerstavond een blinde patiënt onder behandeling. Tijdens de behandeling kan de patiënt ineens weer zien, nu gelooft hij dat dr. Benton magische handen heeft. Dit gaat als een lopend vuurtje rond en dr. Benton wordt nu door meerdere mensen bezocht die hij hem om genezing vragen.
Dr. Greene krijgt een oudere vrouw onder behandeling die verkracht is. Door deze patiënte leert hij over vergeving, en kan dan eindelijk het hoofdstuk van zijn mishandeling afsluiten. Ondertussen ontdekt hij meer over het verleden van Cynthia, zij heeft een kind uit een eerdere relatie.
Dr. Carter leidt zijn oma rond op de SEH en de kliniek van Hathaway. De rondleiding zorgt ervoor dat de oma extra geld geeft voor de kliniek. Dr. Carter ontdekt tijdens het bezoek van zijn oma dat zijn neef Chase heroïne gebruikt. Zijn student George Henry moet nog een behandeling doen voor zijn diploma, een intubatie. Dr. Carter wil dit hem niet laten doen op een patiënt, dus besluit hem dit te laten doen op een overleden patiënt.
Dr. Corday besluit om Allison Beaumont opnieuw te opereren omdat zij nog steeds coma bleef, dr. Romano besluit haar te helpen. 
Dr. Weaver krijgt steeds meer gevoelens voor de baas van Synergix, dr. West. Dit gevoel is geheel wederzijds en krijgen samen een relatie.
Dr. Ross en Hathaway maken hun relatie bekend aan hun collega's.

## Rolverdeling

### Hoofdrol
- Anthony Edwards - Dr. Mark Greene
- George Clooney - Dr. Doug Ross
- Noah Wyle - Dr. John Carter
- Frances Sternhagen - Millicent Carter
- Jonathan Scarfe - Chase Carter
- Eriq La Salle - Dr. Peter Benton
- Laura Innes - Dr. Kerry Weaver
- Alex Kingston - Dr. Elizabeth Corday
- Maria Bello - Dr. Anna Del Amico
- Paul McCrane - Dr. Robert 'Rocket' Romano
- Clancy Brown - Dr. Ellis West
- Gloria Reuben - Jeanie Boulet
- Julianna Margulies - verpleegster Carol Hathaway
- Ellen Crawford - verpleegster Lydia Wright
- Laura Cerón - verpleegster Chuny Marquez
- Bellina Logan - verpleegster Kit
- Emily Wagner - ambulancemedewerker Doris Pickman
- Lyn Alicia Henderson - ambulancemedewerker Pamela Olbes
- George Eads - ambulancemedewerker Greg Powell
- J.P. Hubbell - ambulancemedewerker Lars Audia
- Kristin Minter - Randi Fronczak

### Gastrol
- Brent Jennings - Nat
- Chad Lowe - George Henry
- Sam Vlahos - Pablo
- Natalie Core - Mrs. Larkin
- Mariska Hargitay - Cynthia Hooper
- Leland Crooke - Bart
- Stacey Travis - rechercheur Weller
- Rick Hall - rechercheur
- Lauren Hodges - Gina
- Kathleen Lloyd - Dr. Mack
- Dan Hedaya - Herb Spivak
- Joe Torry - Chris Law
- Michele Morgan - Allison Beaumont

en vele andere